# 4737 Kiladze
4737 Kiladze eller 1985 QO6 är en asteroid i huvudbältet som upptäcktes den 24 augusti 1985 av den rysk-sovjetiske astronomen Nikolaj Tjernych vid Krims astrofysiska observatorium på Krim. Den har fått sitt namn efter den sovjetisk-georgiske astronomen Rolan Kiladze (1931–2010).
Asteroiden har en diameter på ungefär åtta kilometer.